# Julgamento de Michael Jackson
O caso People v. Jackson (título completo: 1133603: The People of the State of California v. Michael Joe Jackson) foi um julgamento criminal de 2005 realizado no Tribunal Superior do Condado de Santa Bárbara em Santa Maria, Califórnia. O cantor e compositor norte-americano Michael Jackson foi acusado de molestar Gavin Arvizo, que tinha 13 anos na época do suposto abuso, em sua propriedade Neverland Ranch em Los Olivos, Califórnia.
Jackson já havia sido acusado de abuso sexual infantil em 1993; ele negou as acusações e resolveu o processo civil do acusador. Em 2003, o documentário Living with Michael Jackson mostrou Michael de mãos dadas com Arvizo e defendendo sua prática de dar sua cama para as crianças dormirem, desencadeando uma investigação. Michael Jackson foi indiciado por quatro acusações de abuso sexual de menor, quatro acusações de intoxicação de um menor para molestá-lo, uma acusação de tentativa de abuso sexual infantil, uma acusação de conspiração para manter Gavin e sua família cativos e conspiração de cometer extorsão e rapto de crianças.
O julgamento durou aproximadamente quatro meses, começando com a seleção do júri que começou em 31 de janeiro de 2005. Gavin e seu irmão testemunharam que Michael Jackson lhes deu álcool, mostrou pornografia, masturbou-se diante deles e fez investidas sexuais. A defesa de Michael caracterizou as testemunhas da acusação como ex-funcionários descontentes ou indivíduos que procuram explorar Michael por dinheiro. Testemunhas da defesa incluíram depoimentos de celebridades, incluindo o ex-ator mirim Macaulay Culkin e o comediante Chris Tucker. A cobertura do julgamento foi descrita como um circo midiático, e alguns meios de comunicação foram rápidos em retratar Michael Jackson como culpado antes mesmo do veredito final.
Michael Jackson foi considerado inocente e absolvido de todas as 14 acusações em 13 de junho de 2005. Ele nunca mais voltou ao seu rancho Neverland e passou os primeiros meses após o julgamento morando no exterior — no Bahrein e na Irlanda. Em 2013, quatro anos após a morte de Michael Jackson, uma das testemunhas da defesa de Michael, Wade Robson, mudou de posição e entrou com um processo contra Jackson, dizendo que havia sido abusado por ele. Os jurados do julgamento que apareceram no The Jury Speaks em 2017 disseram que ainda votariam pela absolvição neste caso.

## Contexto

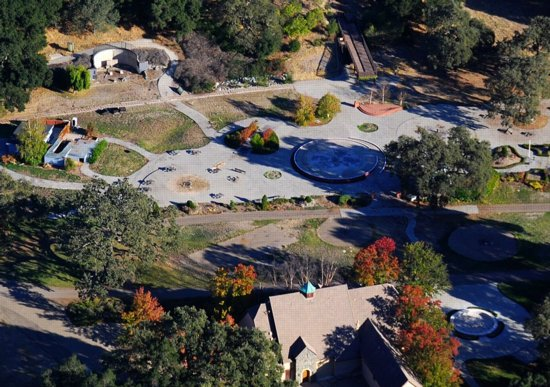
Rancho Neverland de Michael Jackson em 2008, o local do suposto abuso sexual

Em 1993, o cantor pop norte-americano Michael Jackson foi acusado de abuso sexual infantil por um garoto de 13 anos, Jordan Chandler. O abuso teria ocorrido na casa de Michael Jackson, Neverland Ranch, em Santa Bárbara, Califórnia. Em janeiro de 1994, Michael resolveu o processo judicial movido contra ele por 23 milhões de dólares, sendo que 5 milhões foram destinados aos advogados da família. Esse acordo não foi uma admissão de culpa; Michael Jackson disse que o fez para evitar que o processo interferisse em sua carreira, o que ele mais tarde se arrependeu de ter feito. Os promotores continuaram com o caso criminal e apresentaram as evidências para dois grandes júris investigativos distintos, mas nenhum deles emitiu uma acusação.
Em 2000, um paciente infantil com câncer, Gavin Arvizo, foi apresentado a Michael Jackson pelo empresário e comediante Jamie Masada. O pai de Gavin, David Arvizo, que era separado da mãe de Arvizo, frequentemente pedia dinheiro a celebridades para ajudar nos tratamentos de câncer de seu filho. Gavin estava recebendo quimioterapia e precisou remover o baço e o rim esquerdo. Michael Jackson e Gavin tornaram-se amigos e Michael convidou Gavin e sua família para visitar o Rancho Neverland. Gavin agradeceu Michael por "ajudá-lo a ser feliz e vencer o câncer". De acordo com Gavin, depois de algumas visitas a Neverland, Michael de repente parou de ligar para ele; Gavin disse que se sentiu abandonado.
Em 2002, Michael convidou Gavin, agora com 12 anos, para fazer parte de um documentário da ITV, Living with Michael Jackson. O apresentador, Martin Bashir, entrevistou Michael Jackson ao longo de oito meses para o filme. Michael e Gavin foram vistos de mãos dadas e Bashir perguntou a Michael sobre a adequação de um homem adulto ter festas do pijama e dividir a cama com um jovem. Observe que, ao "dividir", Michael Jackson esclareceu que permitia que os hóspedes dormissem sozinhos em sua cama enquanto ele dormia no chão, dizendo: "Você pode ficar na minha cama se quiser, durma nela, eu durmo no chão". Michael Jackson também insistiu que não era sexual. Ele disse que era uma "coisa linda" e que dividia a cama com muitas crianças, incluindo os atores Macaulay e Kieran Culkin.
O filme gerou polêmica e pedidos para que os filhos de Michael fossem removidos de sua custódia. Michael chamou o documentário de enganoso e uma "distorção grosseira da verdade". A mãe de Gavin, Janet Arvizo, disse que o documentário distorceu o relacionamento de seu filho com Michael Jackson; ela instruiu o escritório de advocacia londrino Theodore Goddard a apresentar reclamações contra a Independent Television Commission, que supervisiona a ITV. Bashir defendeu sua entrevista, dizendo: "Aqui está um indivíduo de 44 anos, dormindo na cama de crianças que não têm relação biológica com ele. Eu não pretendia enganá-lo com uma criança".
A equipe de produção de Michael Jackson gravou um filme de refutação de duas horas, The Michael Jackson Interview: The Footage You Were Never Meant to See, que foi exibido pela Fox Television. Michael Jackson decidiu lançar o filme depois de se sentir traído por Bashir. Macaulay Culkin apareceu no Larry King Live para defender Michael Jackson, dizendo que nada inapropriado havia ocorrido no Rancho Neverland. Ele disse: "O quarto de Michael Jackson tem dois andares e três banheiros. Quando dormi no quarto dele, você tem que entender todo o cenário. O fato é que, com Michael, ele não é muito bom em se explicar".
Gloria Gruber, presidente da Prevent Child Abuse California, pediu às autoridades que entrevistassem as crianças com quem ele dividiu a cama, dizendo: "O fato de ele dormir com crianças que não são parentes dele é definitivamente um sinal de alerta e uma preocupação". O promotor de justiça de Santa Bárbara, Tom Sneddon, que havia tentado levar Jackson a julgamento por causa das alegações de 1993, disse inicialmente que, de acordo com a lei californiana, dormir com uma criança sem "conduta afirmativa e ofensiva" não era ilegal e "dormir na cama com uma criança não é um crime que eu conheça".

## Investigação e prisão

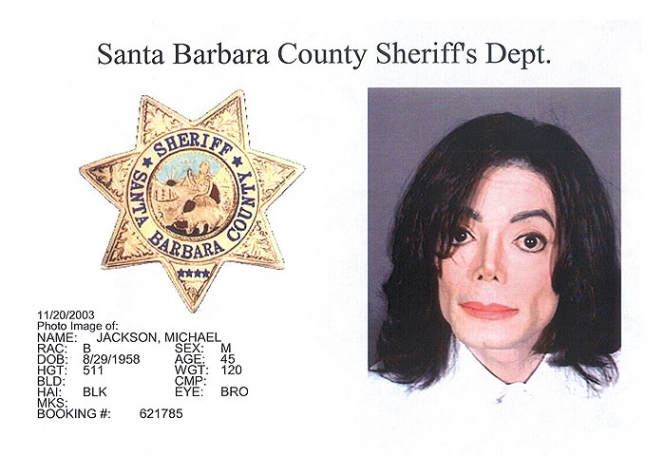
Mugshot de Michael Jackson em 2003

De 14 a 27 de fevereiro de 2003, algumas semanas após a transmissão do documentário, o Departamento de Serviços Infantis e Familiares de Los Angeles conduziu uma investigação preliminar sobre Jackson e Gavin. Em um relatório confidencial baseado em entrevistas com os Arvizos, que vazou na mídia, oficiais de proteção à criança afirmaram acreditar que as acusações de conduta ilícita eram infundadas.
Em junho de 2003, Tom Sneddon reabriu a investigação. Em julho e agosto, ele entrevistou Gavin junto com seu pai David, sua mãe Janet e seu irmão mais novo Star. Em novembro, Gavin disse à polícia que Michael o havia molestado várias vezes entre 7 de fevereiro e 10 de março de 2003, quando, de acordo com Janet, Michael manteve a família em cativeiro em Neverland. Esse cronograma foi revisado no indiciamento do grande júri, que afirmou que os supostos atos de abuso sexual ocorreram entre 21 de fevereiro e 12 de março de 2003.
Em 18 de novembro de 2003, a polícia realizou uma busca no Rancho Neverland com um mandado de busca. Michael Jackson e seus três filhos estavam em Las Vegas, onde Michael Jackson estava gravando um videoclipe para seu single "One More Chance". Michael Jackson foi preso em 20 de novembro. Ele foi solto uma hora depois, após pagar uma fiança de 3 milhões de dólares.
Logo após a prisão, Michael Jackson emitiu um comunicado dizendo que as alegações eram "baseadas em uma grande mentira". Em entrevista ao noticiário 60 Minutes, Michael Jackson disse que a polícia o havia maltratado e reclamou de ter deslocado o ombro. Ele reafirmou sua inocência e disse que estava determinado a não fazer um acordo fora do tribunal, como havia feito em 1993. Em agosto de 2004, o procuradoria-geral da Califórnia concluiu, após uma investigação independente, que Michael Jackson não foi maltratado quando foi levado sob custódia.
Em 18 de dezembro de 2003, Michael Jackson foi indiciado por sete acusações de abuso sexual infantil e duas acusações de administração de um agente intoxicante com o objetivo de cometer um crime. Em 16 de janeiro de 2004, dia de sua audiência, Michael Jackson subiu em seu carro para dançar e acenar para os fãs. Em 21 de abril, um grande júri indiciou Michael Jackson por várias acusações adicionais relacionadas, incluindo conspiração envolvendo sequestro de crianças, cárcere privado e extorsão. Michael Jackson declarou-se inocente em 30 de abril. Ele receberia uma sentença de até dezoito anos de prisão se fosse condenado no julgamento.

## Julgamento

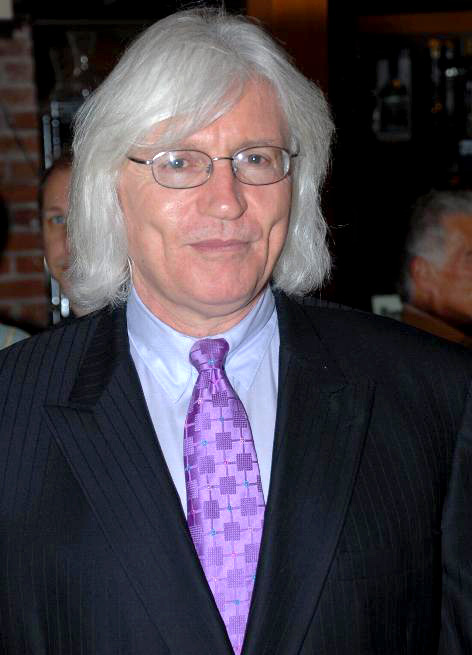
Thomas Mesereau liderou a defesa

O julgamento começou em 28 de fevereiro de 2005 no tribunal de Santa Maria, em Santa Bárbara. O juiz do condado de Santa Bárbara, Rodney Melville, presidiu o julgamento. Melville, que tinha um relacionamento contencioso com a mídia, proibiu câmeras no tribunal e emitiu uma ordem de silêncio para ambos os lados. Ele atrasou o processo de seleção do júri, que duraria três dias, por uma semana enquanto Jackson estava hospitalizado, supostamente com gripe.
Tom Sneddon liderou a acusação. A equipe jurídica de Michael Jackson tentou desqualificar ele e sua equipe do julgamento, alegando preconceito após suas tentativas de processar Michael em 1993; Melville rejeitou as tentativas. A defesa foi liderada pelo famoso advogado Thomas Mesereau.
Melville permitiu que os promotores apresentassem testemunhos sobre alegações anteriores contra Michael Jackson, incluindo o caso de 1993, para estabelecer se Michael tinha propensão a cometer tais crimes. A promotoria esperava mostrar que Michael Jackson havia se envolvido em um padrão de abuso sexual com meninos. Eles convocaram testemunhas para descrever incidentes anteriores, incluindo o suposto abuso de Jordan Chandler em 1993 por Michael. A promotoria argumentou que Michael Jackson usava Neverland, seu "refúgio de fantasia" com doces e atrações de parques temáticos, para atrair meninos e corrompe-los a fazer sexo, e agradava seus pais com presentes. A promotoria também disse que, depois que Living With Michael Jackson foi ao ar, Michael Jackson e sua comitiva tentaram manter a família Arvizo praticamente cativa em Neverland e forçá-los a participar de um filme de refutação.
Em 10 de março, como Gavin Arvizo estava prestes a testemunhar, Michael Jackson estava ausente do tribunal. O juiz Melville emitiu um mandado de prisão e disse que a fiança de 3 milhões de dólares de Michael Jackson seria perdida se ele não chegasse dentro de uma hora. Michael Jackson chegou uma hora e dez minutos atrasado e parecia chorar no tribunal. Em uma entrevista logo depois, ele disse que tinha escorregado no chuveiro e machucado gravemente o pulmão. Ele disse que o julgamento em andamento foi o período mais difícil de sua vida e negou os rumores sobre seus problemas financeiros, dizendo que eles faziam parte de uma campanha de difamação.

### Testemunhas da acusação

#### Martin Bashir
Em 1º de março, o jornalista britânico Martin Bashir, que havia entrevistado Michael Jackson para o filme Living with Michael Jackson, foi chamado para testemunhar enquanto os promotores exibiam o documentário para o júri. Bashir se recusou a responder às perguntas dos advogados da defesa.

#### Jason Francia
Em 4 de abril, Jason Francia, cuja mãe trabalhava como empregada doméstica no Rancho Neverland, testemunhou que Michael Jackson havia abusado dele em várias ocasiões quando ele tinha sete a dez anos de idade. Francia disse que “toda vez que me faziam cócegas havia algum tipo de troca de dinheiro”, feito com o entendimento de que não contaria para a mãe. Sua mãe disse que chegou a um acordo extrajudicial com Michael Jackson, supostamente por 2 milhões de dólares. Ela vendeu suas histórias para o tabloide National Enquirer e o programa de televisão Hard Copy.
No contrainterrogatório, Francia reconheceu que em sua primeira entrevista em 1993, ele disse aos detetives que Michael Jackson não o havia molestado. Ele disse que negou ter sido tocado inadequadamente por Michael Jackson porque não queria passar vergonha na escola. Ele disse que fez aconselhamento até os dezoito anos de idade. Thomas Mesereau procurou estabelecer que a família Francia foi incitada a fazer suas acusações por promotores excessivamente zelosos e tentados pelo dinheiro oferecido por entrevistas na mídia.

#### Funcionários do Rancho Neverland
Em abril de 2005, Ralph Chacon, um ex-segurança do Rancho Neverland, testemunhou que tinha visto Michael Jackson fazendo sexo oral em Chandler no início dos anos 1990. Ele também descreveu ter visto Michael beijar Chandler apaixonadamente e colocar a mão na sua virilha. Ele disse que não denunciou o incidente à polícia porque achou que ninguém acreditaria nele. Uma ex-empregada doméstica do rancho, Adrian McManus, testemunhou que tinha visto Michael Jackson beijando meninos, incluindo o ator Macaulay Culkin, e descreveu Michael Jackson tocando a perna e as nádegas de Culkin. Ela disse ao tribunal que tinha visto Michael tocando os órgãos genitais de Chandler. Culkin negou ter sido molestado por Michael. Macaulay Culkin sempre negou ter sido abusado sexualmente por Michael Jackson.
A defesa procurou retratar Chacon e McManus como não confiáveis. De acordo com o The Observer, cada testemunha tinha uma "história horrível (…) No entanto, ao invés de chamar a polícia, cada um parece ter vendido essa história para um tabloide de supermercado". McManus já havia negado ter testemunhado má conduta de Michael Jackson em um depoimento no tribunal de 1993 enquanto estava sob juramento. No julgamento de 2005, ela disse que mentiu durante a deposição de 1993 porque temia que Michael Jackson a denunciasse a seus superiores se ela contasse à polícia sobre o incidente. Na década de 1990, Chacon e McManus fizeram parte de um processo movido contra Michael Jackson por demissão sem justa causa. Depois que Michael Jackson contraprocessou, o processo deles foi descartado como fraudulento e malicioso. De acordo com o testemunho, Chacon e McManus foram considerados culpados de roubar itens da casa de Michael no valor de mais de 50 000 dólares e condenados a pagar mais de 1 milhão de dólares em honorários advocatícios. Sob interrogatório, a dupla afirmou ter sido paga para dar entrevistas na mídia. McManus também reconheceu que ela e seu marido já haviam fraudado os filhos de um parente e roubado um esboço de Michael Jackson no valor de 35 000 dólares. Mesereau acusou a dupla de tentar "se vingar" de Michael Jackson pelo processo fracassado e os caracterizou como caçadores de dinheiro.
A empregada doméstica Kiki Fournier testemunhou que as crianças Arvizo se tornaram indisciplinadas no Rancho Neverland sem a presença de figuras de autoridade. Ela disse que os meninos Arvizo destruíram seus quartos de hóspedes e que, a certa altura, Star apontou uma faca para ela na cozinha de Michael Jackson. Ela disse que, embora os meninos tivessem quartos de hóspedes, eles costumavam ficar com Michael Jackson. No entanto, ela disse que nunca viu Michael Jackson dando álcool aos meninos e nunca os viu bêbados.
Cynthia Bell, uma comissária de bordo que serviu Michael Jackson, testemunhou que nunca o viu compartilhar sua bebida com Gavin. Ela disse que criou o costume de servir vinho a Michael Jackson em latas de refrigerante porque Jackson não gostava de beber álcool na frente de seus filhos. Bell disse que não viu Michael "acariciando" Gavin durante o voo, mas testemunhou que o viu colocar o braço em volta dele enquanto ouvia música. Ela disse que Gavin era exigente, reclamava da comida e foi indisciplinado durante o voo.
Phillip LeMarque, cozinheiro de Michael Jackson, disse que entrou no quarto de Michael e o viu com a mão na cueca de Culkin. LeMarque e sua esposa, também funcionária de Michael Jackson, consideraram vender a história para um tabloide, mas desistiram porque o intermediário era "desprezível". LeMarque disse que decidiu não vender porque era "contra nossos princípios".
Jesús Salas, um ex-gerente do Rancho Neverland, testemunhou que muitas vezes viu Michael Jackson bêbado ou afetado por medicamentos prescritos, e uma vez viu três adolescentes saindo bêbados da adega depois de passar um tempo com Michael Jackson. Quando a promotoria tentou confirmar que Michael Jackson havia servido vinho a menores, Salas disse que, embora tenha trazido uma garrafa de vinho para o quarto de Michael Jackson, refrigerantes também foram pedidos para as crianças.
O juiz descartou o testemunho de um ex-segurança que alegou ter visto Michael Jackson em seu quarto com um menino.

#### June Chandler
Jordan Chandler, a suposta vítima nas acusações de abuso infantil de 1993, deixou o país em vez de comparecer como testemunha. Ele havia sido legalmente emancipado de seus pais.
A mãe de Jordan Chandler, June Chandler, testemunhou que ele reclamava que ela não permitia que ele passasse tempo no quarto de Michael Jackson. Isso pareceu chatear Michael, que havia criado um vínculo com June e seus filhos. June disse que Michael perguntou a ela: "Você não confia em mim? Somos uma família. Por que você está fazendo isso?" Ela respondeu que Jordan deveria dormir onde quisesse, indicando uma mudança de opinião. June Chandler testemunhou que nunca suspeitou de nada inapropriado entre Michael e Jordan. Ela disse ao tribunal que não falava com Jordan há onze anos.

#### Debbie Rowe
Em 28 de abril, a ex-esposa de Michael Jackson, Debbie Rowe, foi chamada para depor no tribunal. A acusação alegou que Rowe foi forçada a fazer uma declaração com roteiro em vídeo no início de 2003 em apoio a Michael Jackson. A acusação esperava que o testemunho de Rowe apoiasse a alegação de Janet Arvizo de que eles foram mantidos em cativeiro e forçados a fazer declarações em apoio a Michael Jackson. No seu segundo dia de depoimento, Rowe disse que havia se recusado a olhar as perguntas antes da gravação do vídeo em apoio a Michael e que estava ansiosa para apoia-lo. A defesa inicialmente queria que Rowe fosse dispensada, alegando que ela não estava fornecendo o testemunho que a acusação queria. O juiz permitiu seu testemunho e a defesa retirou a moção de que ela se recusou a falar em favor da defesa. De acordo com várias fontes e documentos vazados, isso foi provado falso. Rowe descreveu os parceiros de negócios e assessores de relações públicas de Michael Jackson, Marc Schaffel, Dieter Wiesner e Ronald Konitzer, como "abutres oportunistas" que queriam explorá-lo.

#### Gavin Arvizo
Gavin Arvizo tinha 15 anos quando testemunhou. Ele disse ao tribunal que, depois que Living with Michael Jackson foi ao ar, Michael Jackson começou a servir vinho para ele e seu irmão mais novo, às vezes escondido em latas de refrigerante, mostrando-lhes pornografia e fazendo investidas sexuais. Ele disse que Michael Jackson o masturbou até a ejaculação  depois de terem bebido álcool, e então lhe disse que se os homens não se masturbarem, eles "podem estuprar uma garota". Desafiado por Mesereau, que disse que Gavin havia contado aos xerifes que sua avó havia dito isso, Gavin disse que não tinha certeza do que sua avó havia lhe dito. Gavin também testemunhou que disse ao administrador da sua escola que Michael não o molestou.

#### Star Arvizo
O irmão mais novo de Gavin, Star, disse ao tribunal que tinha visto duas vezes Michael Jackson molestar Gavin. Ele também disse que Jackson exibiu sua ereção e se masturbou na frente deles, dizendo-lhes que "todo mundo fazia isso", e os encorajou a tentar. Star testemunhou que Jackson havia dado álcool aos meninos, às vezes em latas de refrigerante, que Michael chamava de "suco de Jesus". Star também disse que Michael Jackson mostrou aos irmãos pornografia na Internet em seu computador.
No contrainterrogatório, Mesereau questionou Star sobre um caso de 1998 em que sua família processou JCPenney. A família alegou que Star, seu irmão e sua mãe foram espancados em um estacionamento por seguranças após saírem com roupas pelas quais eles não haviam pago. Janet Arvizo também alegou ter sido abusada sexualmente e falsamente presa. A família recebeu uma indenização de 75 000 libras. Em uma declaração juramentada de 2000 para o caso, Star disse que sua "mãe e seu pai nunca [brigaram]". Janet e seus filhos alegaram que David Arvizo os abusou fisicamente por dezessete anos. Star admitiu que mentiu na declaração. A admissão foi uma grande vitória para a defesa. Além disso, foi declarado que os Arvizos não visitavam Neverland desde março de 2003. No entanto, quando foi mostrado uma revista pornográfica datada de agosto de 2003, 5 meses depois que a família parou de visitar Neverland, Star afirmou que era uma das revistas que Michael Jackson havia mostrado a eles. Mais tarde, Star também tentaria se retratar desse testemunho.

#### Janet Arvizo
A defesa procurou retratar Janet Arvizo como não confiável, com histórico de perjúrio e fraude. Ela admitiu ter mentido sob juramento em um processo anterior. A acusação planejou ter um especialista em violência doméstica testemunhando que ela poderia ter mentido porque havia sido agredida por seu ex-marido, mas o juiz não permitiu, afirmando que isso seria irrelevante. A defesa também apresentou evidências de que Janet cometeu fraude de bem-estar social, pela qual ela foi posteriormente condenada.
Em relação ao caso JCPenney, que acabou sendo resolvido por 152 000 dólares, a defesa trouxe um assistente social que afirmou que Janet não tinha divulgado que havia recebido a indenização que sua família tinha recebido dias antes de preencher um pedido de ajuda social. Um técnico jurídico testemunhou que Janet mentiu para ganhar o processo, alegando que os hematomas causados por seu então marido foram causados pelos seguranças da JCPenney.
Connie Keenan, editora do Mid Valley News, disse que foi "enganada" por Janet para escrever uma história sobre a doença de Gavin porque a história original não rendeu dinheiro suficiente. Outras testemunhas da defesa mostraram que Janet gastou 7 000 dólares em em compras e restaurantes ao mesmo tempo em que alegava que Michael Jackson mantinha ela e sua família como reféns. A cunhada de Janet se ofereceu para ajudar no tratamento de Arvizo realizando campanhas de doação de sangue. Ela disse que Janet a xingou e rejeitou a oferta.
Os jurados descreveram o testemunho de Janet como fraco. Eles também acharam estranho o fato de ela estalar os dedos e se dirigir diretamente a eles. O The New York Times descreveu seu testemunho como "divagante, incoerente e às vezes combativo". Um jurado questionou os valores de Janet como mãe, acreditando que ela havia ensinado seus filhos a mentir para ganhar dinheiro e favores de celebridades.

### Testemunhas da defesa
De acordo com a advogada de defesa de Michael Jackson, Susan Yu, mais de quinhentas testemunhas foram preparadas no caso.

#### Macaulay Culkin

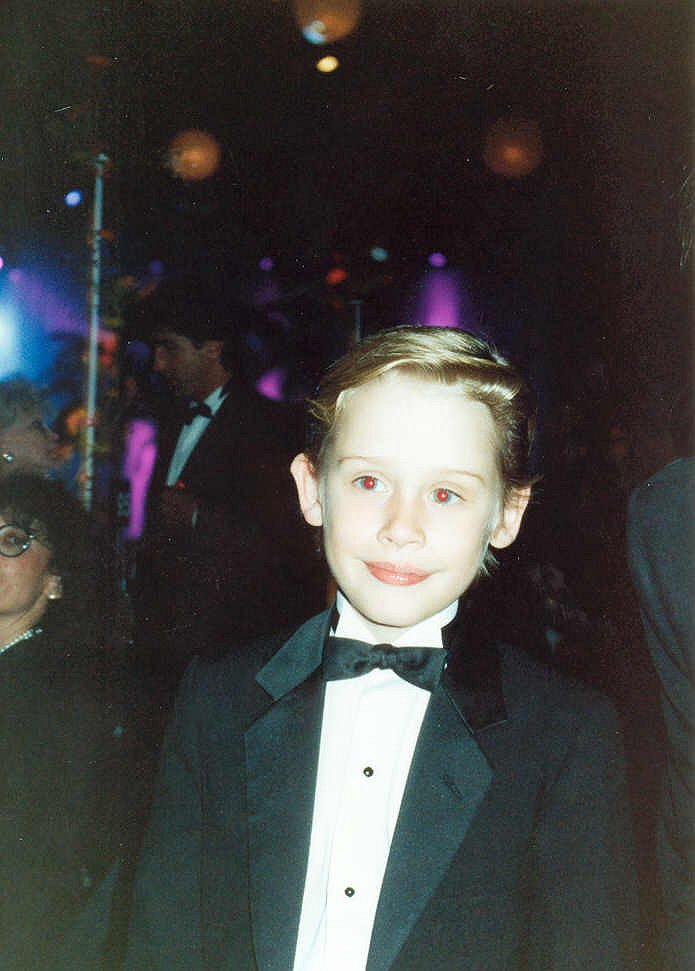
O ex-astro infantil Macaulay Culkin (em 1991 na foto) testemunhou que dividiu a cama com Jackson, mas nunca foi abusado

A ex-estrela infantil Macaulay Culkin testemunhou que dividiu a cama com Jackson uma dúzia ou mais de vezes entre as idades de nove e 14 anos, mas nunca foi molestado e nunca viu Michael Jackson agir de maneira inadequada, ao contrário de muitos depoimentos de testemunhas da acusação. Ele disse que seus pais sabiam que ele ficava no quarto de Jackson e "nunca viram isso como um problema". Ele descreveu o choque ao ouvir as acusações de que Michael Jackson o havia molestado e as considerou "absolutamente ridículas". Macaulay Culkin disse que eles tinham criado um vínculo por causa da experiência compartilhada de serem astros infantis. Macaulay Culkin sempre defendeu Michael Jackson desde então e disse em uma entrevista de 2020 para a Esquire: "Eu nunca vi nada; ele nunca fez nada".

#### Wade Robson
Wade Robson testemunhou como a primeira testemunha da defesa de Jackson que ele dormiu no quarto de Michael Jackson várias vezes, mas nunca foi molestado. Robson relembrou sua primeira visita ao Rancho Neverland em 1989 e dormiu no quarto de Michael Jackson em todas, exceto três ou quatro de suas vinte ou mais visitas. Ele disse que jogavam videogame, assistiam a filmes, conversavam e às vezes faziam guerra de travesseiros.

#### Brett Barnes
Barnes conheceu Jackson aos cinco anos de idade, quando Jackson foi para a Austrália durante uma de suas turnês. Ele dividiu o quarto com Jackson pelo menos dez vezes, mas negou qualquer impropriedade. Barnes estava ciente dos depoimentos das testemunhas da acusação alegando que viram Michael Jackson tocá-lo de forma inadequada. Em resposta, Barnes disse: "Estou muito bravo com isso. Não é verdade e eles colocaram meu nome na sujeira. Eu realmente não estou feliz com isso". Em 2019, Barnes reafirmou sua negação de qualquer abuso sexual.

#### George Lopez
O comediante George Lopez testemunhou que deu dinheiro à família Arvizo quando Gavin lutava contra o câncer, mas passou a acreditar que o pai de Gavin estava mais interessado em dinheiro do que em ajudar seu filho. Lopez cortou relações com a família depois que o pai se tornou mais exigente. Lopez também disse que o pai o acusou de roubar 300 dólares da carteira de Gavin. Quando o pai perguntou o que ele deveria dizer ao filho quanto a situação, Lopez testemunhou que ele respondeu: "Diga a ele que o pai dele é um extorsionário".

#### Jay Leno
O apresentador de talk show Jay Leno testemunhou sobre seu relacionamento com a família Arvizo. Leno fez aproximadamente 20 ligações para crianças doentes a cada semana e começou a receber mensagens de correio de voz de Gavin, então um paciente com câncer de dez anos, em 2000. Gavin chamou Leno de "seu herói", o que Leno achou incomum, já que "não sou o Batman (…) soou suspeito quando um jovem ficou excessivamente efusivo". Leno também disse que ouviu outra voz ao fundo de uma ligação; a defesa argumentou que era Janet dizendo a Gavin o que dizer.

#### Chris Tucker
O comediante Chris Tucker disse que sentia pena dos Arvizos e havia dado dinheiro e presentes a eles. Ele achou que os Arvizos esperavam demais, chamando-o de "irmão" e se aproveitando dele. Ele testemunhou que havia avisado Jackson sobre a família, que ele chamou de "astuta".

### Acordo de 1994
O juiz permitiu que as evidências da investigação das alegações anteriores de Michael Jackson fossem usadas no julgamento, mas o acordo de 1994 iniciado pelos Chandlers foi considerado "irrelevante e inflamatório". A acusação tentou intimar como prova os documentos do acordo como uma indicação de culpa. Mesereau argumentou que Jackson não era responsável por nenhuma das reivindicações abrangidas pelo acordo, porque a responsabilidade era da sua seguradora, a Transamerica Insurance Group. A seguradora negociou o acordo apesar dos protestos de Michael Jackson e de seu advogado. O acordo não incluiu admissão de delito ou culpa, caso contrário, violaria o Código de Seguros da Califórnia. A seguradora tinha "o direito de liquidar reivindicações cobertas pelo seguro onde ela decide que o acordo é vantajoso e o segurado não pode interferir ou impedir esses acordos", uma prática estabelecida por vários precedentes na Califórnia. Evidências de acordos de seguro privariam Michael Jackson do devido processo legal, interrogatório apropriado e violariam o Código de Provas 352, já que ele não seria capaz de verificar os acordos feitos no acordo. O acordo não pode ser usado como prova de culpa em futuros processos civis e criminais.
O acordo não pode impedir a investigação criminal ou o processo criminal, nem os acordos de não divulgação. Suborno para não testemunhar em um julgamento é crime, e aceitar tais subornos também é crime.

## Veredito
O júri deliberou por cerca de 32 horas durante sete dias. Na votação inicial, nove jurados votaram pela absolvição de Michael Jackson, enquanto três votaram como culpado. Em 13 de junho de 2005, eles retornaram com um veredito de inocente em todas as acusações. Os jurados consideraram o caso da acusação fraco e a linha do tempo das acusações problemática, pois alegaram que o abuso sexual supostamente ocorreu após a transmissão do documentário, quando a atenção do mundo estava voltada para Michael Jackson e Gavin Arvizo. Um dos jurados acreditava que a mãe era uma golpista.
Em uma coletiva de imprensa realizada após o julgamento, um jurado disse: "Esperávamos melhores evidências, algo que fosse um pouco mais convincente. Simplesmente não estava lá". Tom Sneddon sugeriu que o status de celebridade de Michael Jackson e a mídia influenciaram o veredito. A pessoa que presidia o júri, um conselheiro de ensino médio aposentado, disse: "Nós olhamos para todas as evidências e olhamos para Michael Jackson e uma das primeiras coisas que decidimos foi que tínhamos que olhar para ele apenas como uma outra pessoa qualquer e não como uma celebridade".

## Cobertura da mídia

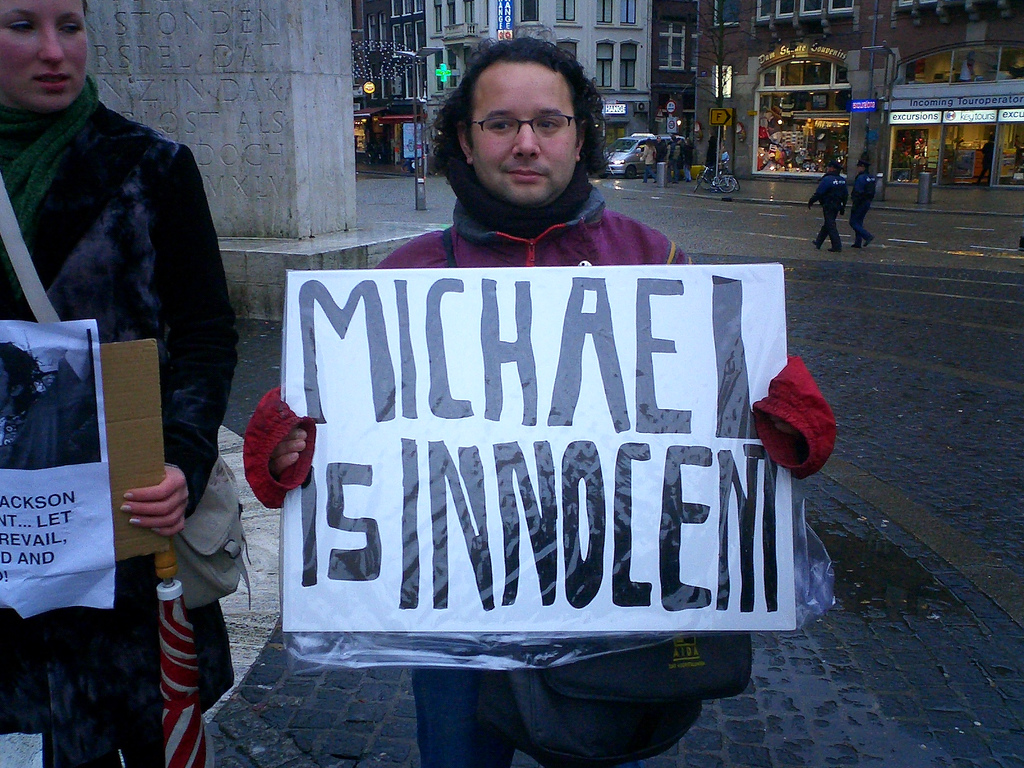
Um apoiador de Michael Jackson

O julgamento atraiu a atenção da mídia internacional e vários comentaristas o descreveram como um circo midiático. Quando a notícia sobre a operação policial na casa de Michael Jackson estourou, muitos canais mudaram para uma cobertura contínua de 24 horas; CBS, NBC, ABC e VH1 produziram especiais de televisão. A mídia cobriu a saúde, as roupas e o comportamento de Michael Jackson, como quando ele subiu em um carro e acenou para os fãs. As redes E! e Sky TV colaboraram para produzir reencenações dos destaques do julgamento, que foram transmitidas diariamente. A reconstituição usou atores parecidos, com o imitador Edward Moss interpretando Jackson.
Em 2010, o jornalista britânico Charles Thomson descreveu o julgamento como "um dos episódios mais vergonhosos da história jornalística". Ele disse que a cobertura da mídia estava "fora de controle (...) A enorme quantidade de propaganda, preconceito, distorção e desinformação está quase além da compreensão". O colaborador do Huffington Post, Luka Neskovic, escreveu que o julgamento "exibiu o pior da mídia", com "sensacionalismo, exclusividade, negatividade, excentricidade, caos e histeria". Por exemplo, de acordo com Neskovic, quando pornografia foi encontrada na casa de Michael Jackson, muitos meios de comunicação relataram erroneamente como pornografia infantil. Neskovic observou que a mídia estava mais interessada em relatar a acusação do que a defesa e que, por exemplo, o The Hollywood Reporter optou por não relatar as duas semanas do caso da defesa.

## Consequências
Após o julgamento, Mesereau disse que Michael Jackson não permitiria mais que as pessoas entrassem em seu quarto e não "permitiria que pessoas entrassem em sua vida facilmente", já que ele havia se tornado um alvo para "pessoas que querem extrair dinheiro ou construir carreiras". Michael Jackson mudou-se para o país insular do Golfo Pérsico, Bahrein, como convidado do Xeique Abdullah. De acordo com o irmão de Michael, Jermaine, sem o conhecimento de Michael, a família pretendia mandá-lo para o Bahrein caso ele fosse condenado. Michael Jackson então passou a viver na Irlanda. Ele nunca voltou ao Rancho Neverland, dizendo que havia sido saqueado pelas buscas policiais.
As alegações continuaram a afetar a carreira de Michael Jackson. Apesar de esgotar uma série de shows em 2009, ele não conseguiu encontrar patrocinadores ou parceiros comerciais. Um juiz observou em 2021 que "o fato de ele não ter ganho um centavo com sua imagem e semelhança em 2006, 2007 ou 2008 mostra o efeito que essas acusações tiveram, e continuaram a ter até sua morte".
Em junho de 2009, Michael Jackson morreu de intoxicação aguda por propofol e benzodiazepínicos em sua casa em Holmby Hills, Los Angeles. Após a morte de Michael Jackson em 2009, Bashir disse à ABC News que nunca viu nenhum delito da parte de Michael Jackson e disse que sentia que a vida de Jackson tinha sido "não ortodoxa", mas não criminosa. Os arquivos do FBI divulgados após a morte de Michael Jackson observaram que não havia pistas ou itens de evidência pendentes.

### Outras alegações
Em 2013, o coreógrafo Wade Robson, que testemunhou no julgamento que Michael Jackson não o molestou, entrou com um processo de 1,5 bilhões de dólares contra o espólio de Michael Jackson, alegando que Michael Jackson o molestou durante sete anos quando ele era criança. Em maio de 2015, o juiz Mitchell Beckloff rejeitou o processo contra o espólio de Michael, dizendo que a reivindicação de Robson era "extemporânea". Robson também entrou com uma ação contra as empresas de Michael Jackson, que foi indeferida em 2017, quando o juiz decidiu que as empresas de Michael não poderiam ser responsabilizadas pela exposição de Robson a Michael Jackson.
Em 2014, outro homem que passou um tempo com Michael Jackson quando criança, James Safechuck, entrou com uma ação com o mesmo advogado de Robson contra as empresas de Michael Jackson. Safechuck prestou depoimento sob juramento durante as alegações de Jackson em 1993 de que ele nunca havia sido molestado, e disse que percebeu que havia sido abusado quando ouviu as alegações de Robson.  Ele alegou que havia sido abusado sexualmente por Michael Jackson mais de 100 vezes em quatro anos e que havia sofrido uma "lavagem cerebral" para acreditar que os incidentes eram "atos de amor". Em 2017, seu processo foi indeferido por um tribunal de sucessões por prescrição. Em um episódio de 2017 da série de crimes reais The Jury Speaks, os quatro jurados do julgamento de Michael Jackson disseram que ainda hoje votariam para absolver Michael Jackson.
Em março de 2019, um documentário sobre suas alegações, Leaving Neverland, foi ao ar, desencadeando uma análise mais aprofundada do legado de Jackson. Em janeiro de 2020, os processos de Robson e Safechuck contra as empresas de  Michael Jackson foram revividos por um tribunal de apelações da Califórnia depois que a Califórnia expandiu o estatuto de limitações para processos de abuso sexual infantil. Em outubro de 2020, o processo de Safechuck contra as empresas de Michael Jackson foi arquivado; o juiz presidente decidiu que não havia evidências de que ele tivesse um relacionamento com as empresas de Michael Jackson ou que elas tivessem qualquer dever legal de protegê-lo do suposto abuso sexual. Em abril de 2021, o processo de Robson contra os negócios de Jackson foi indeferido pelo Tribunal Superior do Condado de Los Sangelos pelo mesmo motivo. Os advogados de Robson disseram que planejam apelar da decisão.